# Campos Belos
| \| Campos Belos \| |
| Lage in Goiás      |
| Campos Belos       |

| Campos Belos |

Campos Belos, amtlich portugiesisch Município de Campos Belos, ist eine brasilianische politische Gemeinde im Bundesstaat Goiás. Sie liegt nordnordöstlich der brasilianischen Hauptstadt Brasília und nordöstlich von Goiânia, der Hauptstadt des Bundesstaates. Die Bevölkerung wurde zum 1. Juli 2018 auf 19.764 Einwohner geschätzt, die auf einer Fläche von rund 724 km² leben.

## Lage
Campos Belos grenzt
- im Norden Arraias, Novo Alegre, Combinado (alle im Bundesstaat Tocantins)
- im Nordosten an Lavandeira (Tocantins)
- im Osten an São Desidério (Bahia)
- im Süden an São Domingos und Monte Alegre de Goiás